# Aeroportul Internațional Valle del Fuerte Federal
Aeroportul Internațional Valle del Fuerte Federal (IATA: LMM, ICAO: MMLM) este un aeroport din Los Mochis⁠(d), Ahome⁠(d), Sinaloa, Mexic ce deservește zona Los Mochis⁠(d). Aeroportul a fost tranzitat în 2023 de 464.226 de pasageri.
Situat la o altitudine de 5 m, aeroportul dispune de o singură pistă. Este operat de Grupo Aeroportuario del Pacífico⁠(d).